# 日本グラススキー協会
公益社団法人日本グラススキー協会（こうえきしゃだんほうじんにほんグラススキーきょうかい、Japan Grass Ski Association、JGSA）は、日本のグラススキーの普及・振興を目的とした国内競技連盟。1985年に任意団体として発足、1993年に社団法人となり、2010年4月に公益社団法人となった。全日本スキー連盟と共に国際スキー連盟に加盟している。

## 主な大会
- 全日本グラススキー選手権大会
- 高円宮牌グラススキージャパンオープン
- 全日本グラススキージュニア選手権大会
- 全日本グラススキーテクニカル選手権大会

## 公認グラススキー場
- 斑尾高原グラススキー場
- サンパーク都留グラススキー場
- 中尾山高原グラススキー場

## 非公認グラススキー場
- さぬき空港公園グラススキー場